# Louis de Cartier de Marchienne

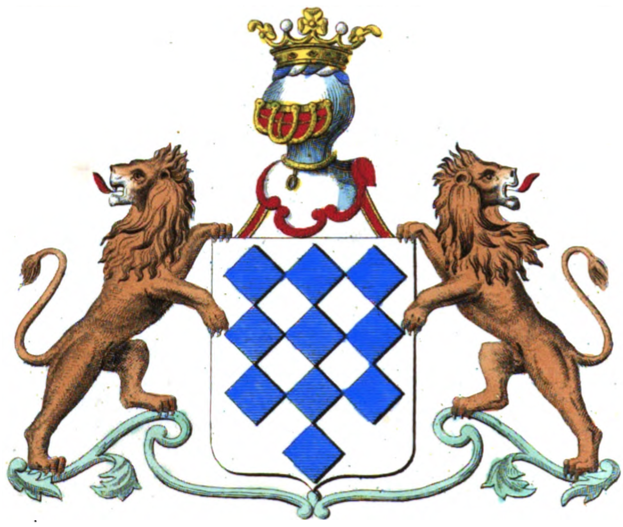
Wapen van de familie de Cartier

Louis Alphonse Marie Colette Ghislain de Cartier, later Louis de Cartier de Marchienne (Turnhout, 26 september 1921 – Arendonk, 21 mei 2013) was een Belgisch ondernemer.

## Levensloop
De Cartier was de derde van de vijf kinderen van kolonel-vlieger Raoul de Cartier (1884-1941) en Josa Versteylen (1896-1983).
Zijn broer Raoul de Cartier (1924-1944) werd als verzetslid door de Duitsers terechtgesteld. Zijn oudere broer Paul-Ernest de Cartier (1920-1977) was oorlogsvrijwilliger en probeerde Groot-Brittannië te bereiken. Hij slaagde er niet in, maar sloot zich bij de bevrijding aan bij de Brigade Piron.
Louis wilde ook Engeland bereiken. Hij werd echter onderweg gearresteerd en in het concentratiekamp Sachsenhausen opgesloten. Nadien kwam hij in een werkkamp in Polen terecht. Hij slaagde erin te ontsnappen en sloot zich aan bij het Rode Leger, waar hij het tot luitenant bracht. Na de overwinning ondervond hij enige moeilijkheden om zich vrij te maken, maar in de loop van 1945 was hij weer in België.
Zijn kinderloze familielid, ambassadeur Emile de Cartier de Marchienne, wachtte hem daar op en adopteerde hem. Hij nam meteen de naam de Cartier de Marchienne aan. In 1968 verwierf hij ook nog een bij eerstgeboorte overdraagbare baronnentitel.
In 1950 trouwde de Cartier met Viviane Emsens (1929-2019), de kleindochter van Alphonse Emsens die in 1905 het bedrijf Eternit had opgericht. Ze kregen drie zoons en een dochter die voor een talrijk nageslacht hebben gezorgd, waaronder ondernemer en bestuurder Jean-Louis de Cartier de Marchienne (1962). Hun dochter huwde met Bernard Speeckaert, zoon van Marie-Claire Emsens.
Door zijn huwelijk was meteen de professionele weg van de Cartier uitgestippeld. Hij werd actief in de multinational Eternit, waar de familie Emsens de referentieaandeelhouder was. Van 1966 tot 1978 was hij afgevaardigd bestuurder en van 1978 tot 1986 was hij voorzitter van Eternit.
Tegelijk was Louis de Cartier ook actief in het bestuur van de uitgeverij Brepols in Turnhout en van het subsidiaire bedrijf Cartamundi, waar de familie de Cartier aandeelhouder in was. In het eerste decennium van de 21e eeuw kenden deze ondernemingen heel wat problemen, en gingen onderdelen ervan failliet.
Op 20 augustus 1994 verloren vijf kinderen van adellijke afkomst het leven bij een brand op zijn landgoed in Arendonk; de kinderen waren er op ponykamp.

## Asbest
Vanaf de jaren zeventig werd steeds grotere actie gevoerd tegen het gebruik van asbest. Wetgeving is alom tot stand gekomen om de productie ervan te verbieden en het meteen ook te doen verwijderen waar het voordien gebruikt werd. De multinational Eternit kwam hiervoor speciaal in de kijker te staan, als belangrijk producent van asbesthoudende producten.
In de loop van de tijd kwam vast te staan dat asbest kankerverwekkend was, en heel wat slachtoffers of nabestaanden eisten compensaties. Er werden gerechtelijke procedures aangespannen, waarbij de leiders van het Eternitbedrijf werden aangeklaagd en voor de rechter gesleept. 
Het belangrijkste proces begon in 2009 in Italië en leidde tot een uitspraak waarbij Louis de Cartier op 11 februari 2012, op 90-jarige leeftijd, samen met de andere hoofdvennoot, de Zwitser Stephan Schmidheiny (65 jaar), door de rechtbank in Turijn tot zestien jaar gevangenis werd veroordeeld. Er werd een beroepsprocedure ingesteld, en ook in België werden verschillende processen gevoerd tegen verantwoordelijken van de groep Eternit. Enkele dagen voor het proces begon overleed Louis de Cartier op 21 mei 2013. Bijgevolg werd de beroepsprocedure beëindigd.